# 小山内鉄弥

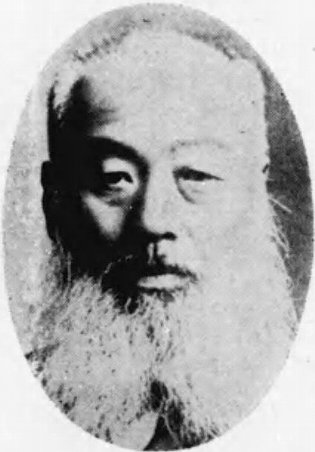
小山内鉄弥

小山内 鉄弥（おさない てつや、嘉永6年7月3日（1853年8月7日） – 明治44年（1911年）11月23日）は、日本の衆議院議員（憲政本党）、弘前市長。

## 経歴
津軽藩士小山内連司の子として弘前に生まれる。1868年（慶応4年）2月、海岸警備のため平舘に派遣され、翌年には箱館戦争に参加し、旧幕府軍と戦った。1877年（明治10年）、警視局に出仕し、三等少警部心得、警部補、二等警部を歴任したが、ほどなくして辞職した。辞職後は郷里に帰り、北津軽郡相内村に協就社という牧場を開いた。
1884年（明治17年）、県会議員に当選し、1889年（明治22年）には議長に就任した。日清戦争の際には第1師団司令部に属して視察に赴き、実際に戦闘にも参加した。1899年（明治32年）、郡会議員となり、議長に選出されるが、翌年に県会議員・郡会議員ともに辞職して、牧場の経営に専念した。
1905年（明治38年）、弘前市長に就任。1908年には第10回衆議院議員総選挙に出馬し、当選した。